# かわいいちゃんねる
『かわいいちゃんねる』は、2020年2月14日からAbemaTVで配信されるバラエティ番組、ドキュメンタリー番組。

## 内容
小倉優子とギャル曽根をMCに迎え、こどもを主眼に置いた映像を見ながら癒されることをテーマに置く。キャッチフレーズは「かわいいだけの20分」。土曜22:00 - 23:00という1時間枠の番組であるが、時間内は3分割され、キャッチフレーズ通り20分番組×3本という変則的な構成で配信。

## 出演者

### スタジオMC
- 小倉優子
- ギャル曽根

### お歌チーム
- 今津里梨花（リリカ）[2]
- 金子璃珀（リク）
- 武石桜華（オウカ）
- 谷川エレナ（エレナ）
- 松岸琉凰（ルオウ）
- 松本楓（カエデ）

### ダンスチーム
- アレン明亜莉クレア（メアリー）
- 島谷翔和（トワ）
- 塚尾杏樹（アンジュ）
- 塚尾桜雅（オウガ）
- 佃玲奈（レナ）
- 渡部葉月（ハヅキ）

### 先生
- 前田先生
- 濱田先生
- 合田先生
- 大川先生

## スタッフ
- 協力：テアトルアカデミー[3]
- 製作著作：AbemaTV